# Hajcman

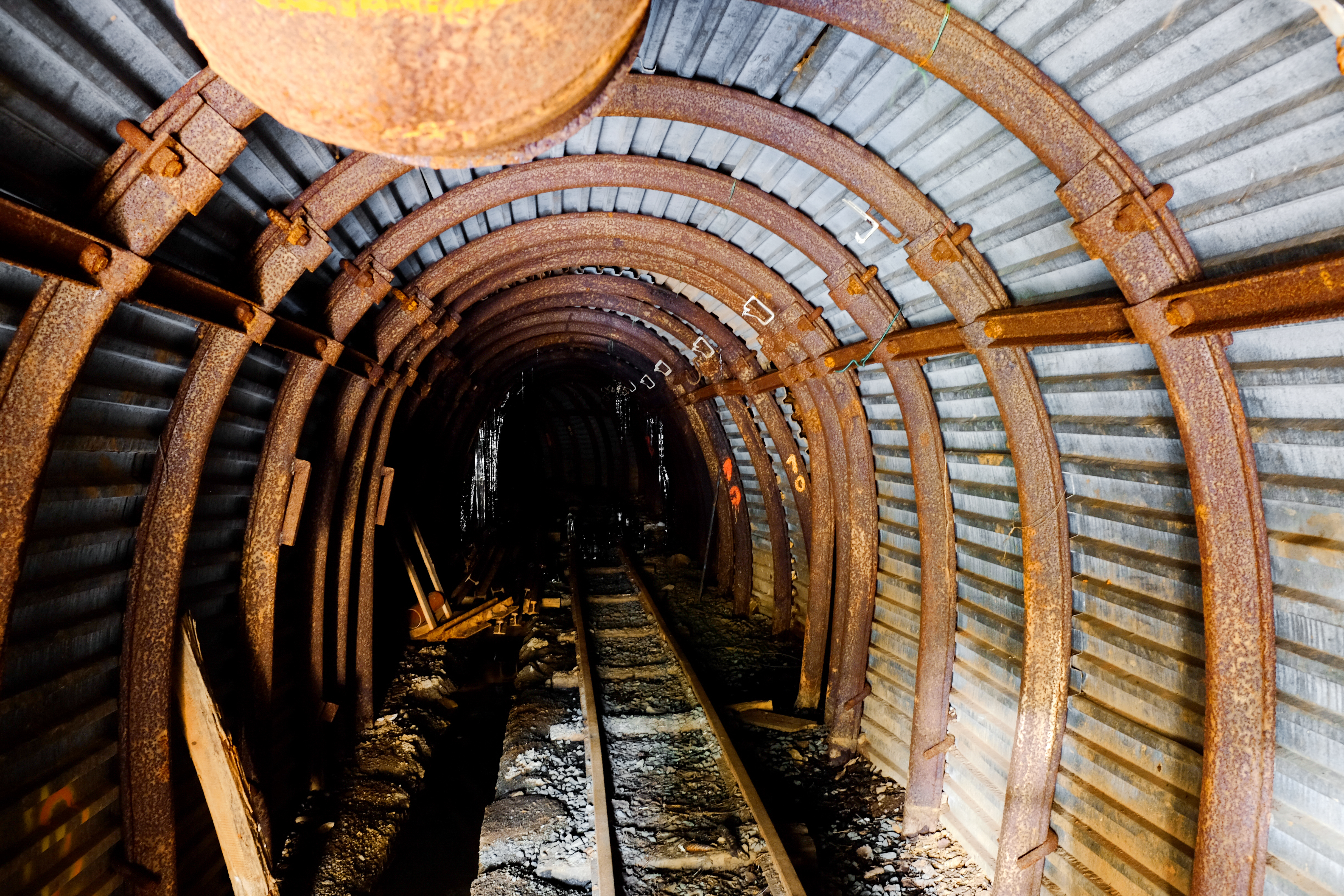
TH výztuž v dědičné štole dolu Jeroným

Hajcman je důlní ocelová výztuž. Název je odvozen od prvního dodavatele této výztuže – německé firmy Heitzmann AG. Výztuž  se používá na zajištění podzemních  staveb a důlních štol místo v minulosti používané výdřevy. Dle tvaru ražby štoly se montuje ze tří částí (u podkovovitého tvaru – hlava a 2 nohy) nebo ze čtyř částí (u tvaru uzavřeného–kruhového). Na rozdíl od výdřevy, která byla jen částečně poddajná, je tato oblouková výztuž poddajná při zvýšeném působení tlaku okolní horniny, přičemž dochází k deformaci výztuže se zmenšením průřezu důlního díla. Zůstane však zachována únosnost a průchodnost výztuže a tím i bezpečnost horníků.
Spojení jednotlivých částí se provádí pomocí třmenů a spojek. Spojky a třmeny se montují na jednotlivé oblouky s přesahem 40 cm. Výztuž se vyrábí ve dvojím provedení: v původním "TH" profilu (TH značí původní vynálezce výztuže, jimiž byli Thusaint a Heitzmann) a v novějším "K" profilu.
Pro výrobu hajcmanů a spojovacího materiálu je používána velmi kvalitní ocel jakosti 11500.0 v souladu s  ČSN 411500. Dle evropské normy ČSN EN 10025 je shodná s ocelí E 295. Pro šlechtěné hajcmany je používána ocel 12130. Oblouky se před instalací v důlním díle upravují na příslušný rádius v dílnách technického zabezpečení podzemního díla.